# Pelexia robusta
Pelexia robusta är en orkidéart som först beskrevs av Friedrich Fritz Wilhelm Ludwig Kraenzlin, och fick sitt nu gällande namn av Rudolf Schlechter. Pelexia robusta ingår i släktet Pelexia och familjen orkidéer. Inga underarter finns listade i Catalogue of Life.